# Joan Cameniata
Joan Cameniata (en llatí Joannes Cameniata, en grec Ἰωάννης Καμενιάτα), fou un religiós portador de la creu de l'arquebisbe de Tessalònica (cubuclesius) i testimoni de la conquesta de la ciutat pels àrabs el 904.
La conquesta fou feta per Lleó de Trípoli, un romà d'Orient que s'havia convertit a l'islam, que dirigia una flota de 54 vaixells tripulats per esclaus negres; la ciutat fou sorpresa i els musulmans es van emportar gran nombre de captius entre ells Cameniata i la seva família. Quan anaven a ser executats Cameniata va revelar el lloc en què alguns habitants havien enterrat part de les seves riqueses. Tot i salvar la vida no fou alliberat i el van portar a Tars per canviar-lo per àrabs fets presoners pels grecs. A Tars va escriure la descripció de la conquesta de la ciutat (Ἰωάννου κλερικοῦ καὶ κουβουκλεισίου τοῦ Καμενιάτου εἰς τὴν ἅλωσιν τῆς Θεσσαλονίκης) coneguda pel seu nom llatí de De expugnatione Thessalonicae en 79 capítols, un document tant important per conèixer els fets com la descripció que anys després va fer Joan Anagnostes també sobre el saqueig de Tessalònica pels otomans l'any 1430.